# Серхіо Местре
Серхіо Местре Санчес (ісп. Sergio Mestre Sánchez, нар. 13 лютого 2005) — іспанський футболіст, який грає на позиції воротаря за клуб Реал Мадрид.

## Клубна кар’єра
Серхіо Местре є вихованцем молодіжної академії місцевого клубу Club las Encinas, де він починав у 2011 році. У 2012 році перейшов до академії Атлетіко Мадрид, пройшовши всі її юнацькі рівні. У 2022 році його підвищили до Атлетіко Мадрид Б, однак за цю команду він не зіграв жодного матчу. 15 листопада 2023 року Местре був у запасі основної команди «Атлетіко Мадрид» на матч Ла Ліги проти Лас-Пальмас. Його контракт з «Атлетіко Мадрид» завершився у червні 2024 року.
3 липня 2024 року Местре перейшов до головного конкурента «Атлетіко» — Реал Мадрид, підписавши контракт як вільний агент. Перед сезоном 2024–25 його зареєстрували в основному складі «Реал Мадрид» для участі у Лізі чемпіонів УЄФА. 13 вересня 2024 року він вперше потрапив до заявки основної команди «Реал Мадрид» на матч Ла Ліги проти Реал Сосьєдад.

## Кар’єра в збірній
Местре є юнацьким збірником Іспанії. У 2022 році він зіграв один матч за збірну Іспанії до 17 років.